# Salvatore Gionta
Salvatore Gionta (ur. 22 grudnia 1930 w Formii, zm. 28 lipca 2025) – włoski piłkarz wodny, dwukrotny medalista olimpijski
Dwukrotnie uczestniczył na letnich igrzyskach olimpijskich (IO 1952, IO 1960). Na igrzyskach w Helsinkach wraz z kolegami uplasował się na 3. miejscu, zdobywając brązowy medal. Zagrał wtedy w dwóch spotkaniach. Z kolei na igrzyskach w Rzymie w 1960 roku zdobyli złote medale. Zagrał wtedy w 2 meczach strzelając 2 bramki.